# فرانكو غالو
فرانكو غالو (بالإيطالية: Franco Gallo)‏ هو محامي وقاضي وسياسي إيطالي، ولد في 23 أبريل 1937 في روما في إيطاليا. انتخب Italian Finance Minister ‏ (4 مايو 1993 – 9 مايو 1994) وانتخب عضو مجلس النواب في الجمهورية الإيطالية وانتخب judge of the Constitutional Court of Italy ‏ ( – 16 سبتمبر 2013).